# Rolf Schilling

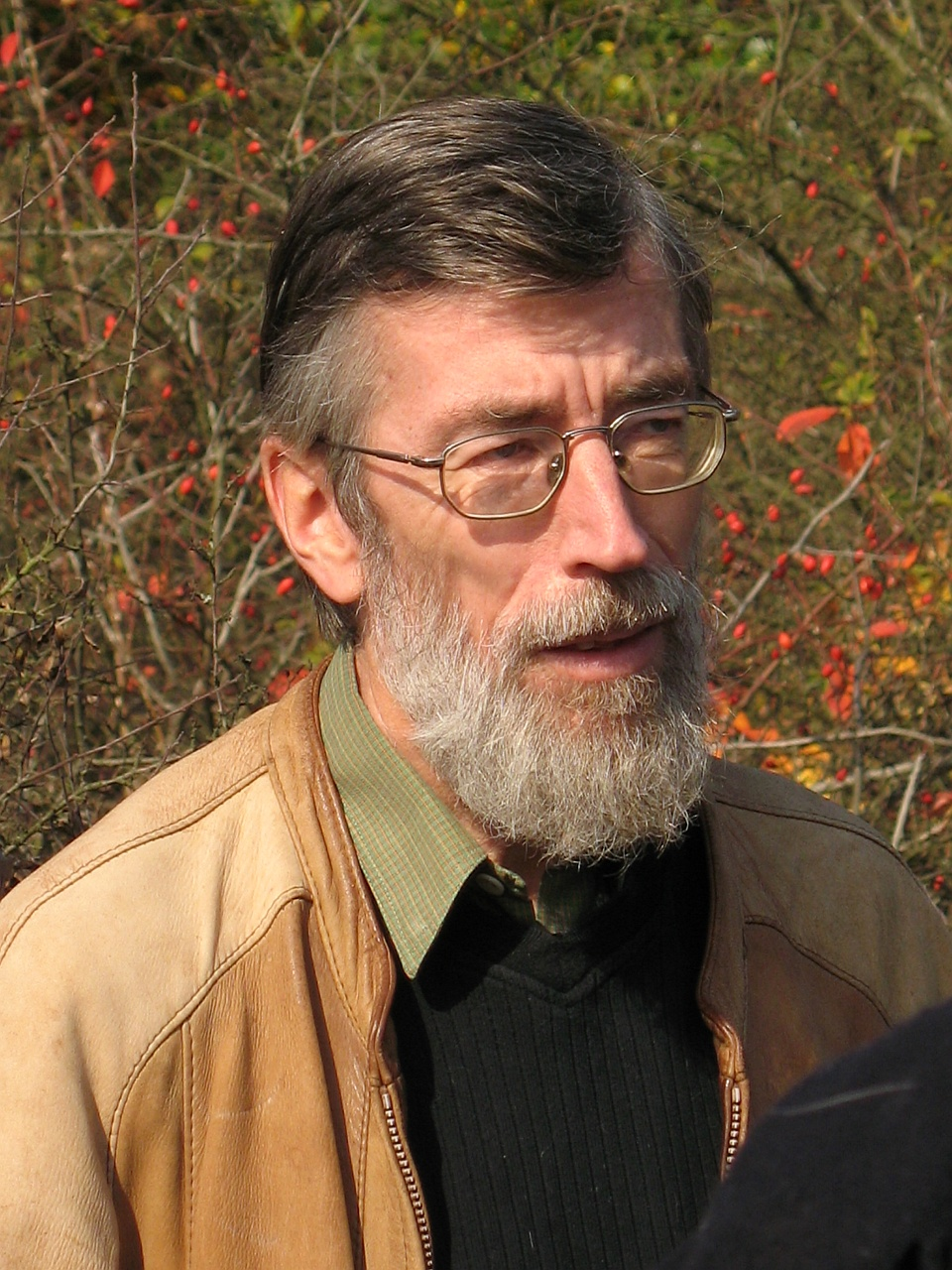
Rolf Schilling, 2015

Rolf Schilling (* 11. April 1950 in Nordhausen am Harz) ist ein deutscher Dichter.

## Leben
Rolf Schilling ist ein Schriftsteller, Lyriker, Essayist und Übersetzer von englischen, französischen und russischen Gedichten. Er lebt heute in Udestedt bei Erfurt. Nach Wehrdienst bei der NVA und Philosophiestudium an der Humboldt-Universität zu Berlin war er bis 1977 am Institut für Marxismus-Leninismus der Technischen Hochschule in Ilmenau tätig. Seitdem konzentriert er sich auf seine schriftstellerische Tätigkeit. 1981 gründete er den Dichterbund „Holdes Reich“. In der DDR wurde keines seiner Bücher verlegt. Publikationen des zu DDR-Zeiten in seinem Heimatdorf Bielen wohnenden Schilling erfolgten durch den befreundeten Schriftsteller und Verleger Uwe Lammla zunächst in einfachen Privatdrucken und ab 1990 in dem eigens dafür gegründeten Arnshaugk-Verlag in München, der später in Lammlas Heimatstadt Neustadt an der Orla umsiedelte. Zwischen 1980 und 1987 setzte das Ministerium für Staatssicherheit mehrere IMs auf Schilling an und kam zu dem Ergebnis, er zeige dichterisch ein „überdurchschnittlich hohes Können“ und sei politisch für die DDR ungefährlich. Bei Schillings ersten Besuchen in Westdeutschland begleitete ihn seine Lebensgefährtin Sylvia als „Muse“, die bei Lesungen und Rezitationen zu seinen Füßen saß. Nach seinen ersten Reisen 1989/90 äußerte er sich allerdings enttäuscht vom westdeutschen Lebensstil, beklagte „die Uniformität des Lebens“ und sah „lauter Klischees und große Stupidität“ im Denken.

## Netzwerk
Stephan Hermlin vermittelte Rolf Schilling Anfang der 1980er Jahre den Briefkontakt zu Ernst Jünger, den er nach dem Mauerfall auch persönlich kennen lernte. Außerdem schrieb er sich mit Fritz Usinger und Oda Schaefer und begegnete nach 1989 auch anderen Künstlern der vorangegangenen Generation wie Arno Breker oder Leni Riefenstahl. Heimo Schwilk besuchte ihn noch zu DDR-Zeiten in Bielen und entdeckte ihn für den Westen; über ihn lernte er Uwe Wolff kennen, der ihn bis heute verehrt.
In der Kunst- und Kulturszene nimmt Schilling einen solitären Platz ein: Vom offiziellen Kulturbetrieb weitgehend unbeachtet, ist er seit Jahrzehnten Mittelpunkt eines Kreises von Freunden und Schülern, die ihn aufgrund seiner poetischen Formkunst, der mythisch-archaischen Bezüge seines äußerst artifiziellen Werkes und seiner unabhängigen Lebenshaltung verehren. Zu seinen Freunden und Briefpartnern zählen u. a. Joachim Werneburg, Uwe Lammla, Günter Maschke, der Publizist Werner Bräuninger, der Schriftsteller und langjährige Inhaber des Telesma-Verlags Baal Müller und der Lyriker, Musiker und Grafiker Uwe Nolte. Aus der Freundschaft mit Letzterem resultieren zahlreiche gemeinsam veranstaltete Lesungen, ein Orplid-Konzert in der Krypta des Leipziger Völkerschlachtdenkmals zu Pfingsten 2006 sowie das von Nolte produzierte Hörbuch Gesang überm Quell mit Texten von Rolf Schilling.
Ernst Jünger lobt in den Aufzeichnungen Siebzig verweht die „mythisch-heraldische Haltung“ Schillings. Mit Arno Breker, den er kurz vor dessen Tod persönlich traf, entstand das Gemeinschaftswerk Tage der Götter, das zahlreiche Zeichnungen des Bildhauers schmückt. Breker widmete Schilling auf Anregung seines Editeurs Joe F. Bodenstein (Paris) für die Luxusausgabe der Publikation zusätzlich die signierte Original-Lithographie Orpheus mit der Harfe, in Erinnerung an Jean Cocteau. Die Buchpremiere mit einer öffentlichen Lesung des Dichters fand 1991 in dem von Brekers Freundeskreis eröffneten Museum Europäische Kunst auf Schloss Nörvenich bei Düren im Rheinland statt. Außer Brekers Museum besuchte Schilling auch dessen Figuren-Atelier. Lutz Dammbeck interviewte Schilling 1992 für sein Filmprojekt Zeit der Götter über Arno Breker.

## Richtung
Die Gedichte von Rolf Schilling sind vorwiegend von mythologischen Themen inspiriert und im Aufbau metrisch exakt. Er legt größten Wert auf die Strenge der Form und sieht gerade darin den künstlerischen Gehalt seiner Dichtung. Eine Ausstellung zu vergessenen DDR-Literaten im Literaturhaus Berlin 2006 charakterisierte die Arbeit der Gruppe „Holdes Reich“ als elitären Versuch, eine „Traum- und Gegenwelt zum herrschenden Verfall“ der DDR-Realität herzustellen. Schilling gehörte in der DDR zu den „Nietzsche-Pilgern“, die in der Weimarer Villa Silberblick dem Nachlass des in der DDR faktisch verbotenen Philosophen nachspürten. Meist fehlen aktuelle politische Bezüge in seinen Texten. Dennoch wird er politisch seit langem der ostdeutschen rechten Szene zugeordnet und einer faschistischen Ausdrucksform geziehen. So lasse er sich bei Auftritten zum Jahrhundert-Dichter stilisieren und zeichne in seinen Lesebeiträgen die Kontur eines zukünftig edlen, reinen Deutschlands. Der Dichter ist in Schillings Verständnis eine nationale Figur, „denn er lebt von der Sprache und Mythologie seines Volkes“. Beobachter der rechten Szene bezeichnen ihn deswegen auch als „völkischen Dichter“. Rüdiger Sünner bezog Schilling hingegen schon wegen seines künstlerischen Niveaus nicht in das von ihm um die Jahrtausendwende vorgestellte unseriöse Spektrum rechtsgerichteter Esoteriker und neuheidnischer Splittergruppen ein. Zwar suche auch Schilling in deutschen Mythen eine geistige Bindung an das Nationale und befürworte in bestimmten Fällen auch eine hierarchische Ordnung. Dennoch gebe es bei ihm keine heimliche Verklärung und kein Kokettieren mit nationalsozialistischem Gedankengut. Schilling sehe im von ihm thematisierten „Urmythos der Deutschen“ auch kein Versprechen politischer Herrschaft oder rassischer Dominanz, sondern ein geistiges Reich, das niemals Realität werden soll, sondern in der Spannung zwischen Ideal und Wirklichkeit, zwischen Traum und Realität verbleibt. 25 Jahre später wird Schilling Mitte der 2020er Jahre von Lothar Müller als zentrale Identifikationsfigur eines seit Jahren wachsenden Literaturbetriebs der nationalistischen Rechten beschrieben, die ihren Kulturextremismus in Kleinverlagen, Lesezirkeln und Autorenclubs zu etablieren versucht. Schilling nahm 2017 am Jahrestreffen des von seinem Freund Uwe Lammla geleiteten „Arbeitskreises für deutsche Dichtung“ (AfdD) teil, dem personelle und ideologische Verbindungen zur rechtsextremen Kulturszene bescheinigt werden. Als existenzielle „Grundmächte“, die das mythische Dasein bestimmen und durch das Opfer die Überwindung von Zeit und Tod ermöglichen, betrachtet Schilling neben dem Kultus die Liebe, die Kunst und den Krieg. Uwe Wolff, der das Werk Schillings vorbehaltlos bejaht, sieht in ihm in erster Linie den Anarchen, der sich von Reaktionen der Außenwelt radikal abschottet und unbeirrt seinen Weg geht. Stefan George, dessen Dichtung Wolff mit der von Schilling verglichen hatte, habe dagegen immer ein „Meister in der Mitte eines Kreises sein“ wollen und sei deshalb persönlich schwer mit Schilling in Bezug zu setzen. Schilling selbst sieht sein Ideal vom „Dichter als Sänger“ als „archaischen Traum“ weder bei George noch bei Rilke oder Baudelaire verwirklicht, sondern bei dem englischen Skandaldichter A. C. Swinburne, dessen Poems and Ballads (1866) seine dichterische Entwicklung zu DDR-Zeiten begleitet haben.

## Textbeispiele
Versform: vierhebiger Trochäus mit Kreuzreim:
Irminsul (Auszug)

Nimm der Zeiten Garn und spul

Fäden, die die Norn nicht löst.

Ruf die Schläfer aus dem Pfuhl:

Wo sie dämmern, Traum-entblößt,

Schattet golden Irminsul,

Krone, die du spät erhöhst.

Archaismus: von Schilling so genannter „schlanker Gesang“, d. h. schmale Verse in gleichmäßigem Rhythmus und unkompliziertem Reimschema, die in atmosphärischer Dichte und sprachlicher Finesse an Edda-Dichtungen erinnern sollen, wobei er auch phallisch-erotische Anspielungen nutzt und archaische Männlichkeitsvorstellungen erweckt:
Speer-erweckt

Speer-erweckt aus Morgenträumen,

Sei, der nie die Waffen streckt,

Wo sich Drachenhäupter bäumen,

Speer-erweckt.

Neopaganismus: in vielen Gedichten spielt das Thema der untergegangenen germanischen Religion eine Rolle, so auch in der Lieblingsstrophe von Uwe Wolff aus Schillings Questen-Gesang:
Questen-Gesang (1984)

Geschieden du vom Questen-Kranz,

Geschieden du vom Licht:

Wo sind die Götter dieses Lands?

Fahr hin und frage nicht.

Nur wenn dein Mund, gewahr des Banns,

Die Siegel Schweigens bricht,

Hellt noch ein Hauch vom alten Glanz

Dein sinkendes Gesicht.

Lyrisches Du: Das lyrische Ich tritt im Laufe der Jahre in Schillings Gedichten immer seltener unmittelbar in Erscheinung, an seine Stelle treten vielfach Varianten eines lyrischen Dus – teils als Zwiesprache mit sich selbst, teils als Anrede des besungenen Gegenstandes oder ermunternde Ansprache an den Leser, manchmal bereits in Form politisch interpretierbarer Appelle („Setz deine Runen ins Rechte“), die Uwe Wolff als Ausdruck eines von Nietzsche beeinflussten Sendungsbewusstseins auffasst, in dem sich der Sänger als Seher und „Sprachrohr der Götter“ in Szene setzt:
Gralsritter (1980er Jahre)

Setz deine Runen ins Rechte,

Sei, der du bist,

Ob dich der Himmel befechte,

Ob dich die Erde vergißt,

Gott sich mit Schattengebärde

Jenseits der Zeiten verlier,

Weißt du: Gott, Himmel und Erde

Dauern gewaltig in dir.

## Werke
- Scharlach und Schwan. Gedichte und Dramen. Arnshaugk, 1990, ISBN 3-926370-01-7.
- Stunde des Widders. Gedichte. Arnshaugk, 1990, ISBN 3-926370-02-5.
- Questen-Gesang. Gedichte. Arnshaugk, 1990, ISBN 3-926370-03-3.
- Kreis der Gestalten. Zwölf Huldigungen. Arnshaugk, 1990, ISBN 3-926370-04-1.
- Das Holde Reich. Essays zur Symbolik. Arnshaugk, 1990, ISBN 3-926370-05-X.
- Schwarzer Apollon. Essays zur Symbolik. Arnshaugk, 1990, ISBN 3-926370-06-8.
- Ein verlassener Garten. Gedichte nach Algernon Charles Swinburne. Arnshaugk, 1990, ISBN 3-926370-07-6.
- Der Phoenix und die Taube. Aus dem Englischen. Arnshaugk, 1991, ISBN 3-926370-08-4.
- Tage der Götter. Gedichte und Bilder. Arnshaugk, 1991, ISBN 3-926370-15-7.
- Die Häupter der Hydra. Gedichte. Arnshaugk, 1993, ISBN 3-926370-09-2.
- Was der Schatten sprach. Aus dem Französischen und Russischen. Arnshaugk, 1993, ISBN 3-926370-10-6.
- Eros und Ares. Essays. Arnshaugk, 1994, ISBN 3-926370-21-1.
- Feuerlilie. Gedichte. Arnshaugk, 1995, ISBN 3-926370-31-9.
- Halkyon. Gedichte. Arnshaugk, 1997, ISBN 3-926370-32-7.
- Tagebücher in 4 Bänden: Aus Ariel-Tagen. Refugium (2 Bände). Lebens Mittag. Arnshaugk, 1997, ISBN 3-926370-26-2.
- Lingaraja. Gedichte aus den Jahren 1997 bis 2011. Telesma-Verlag, 2012, ISBN 3-941094-06-8.
- Im Spiegel der Blitze. Gedichte. Arnshaugk, 2017, ISBN 978-3-944064-40-6.
- Auf weitestem Feld. Notate zur Dichtung, Kunst, Musik und einigen anderen Dingen. 1992-2018. Arnshaugk, 2019, ISBN 978-3-95930-203-6.
- Orpheus des Nordens. Gedichte, Arnshaugk, 2020, ISBN 978-3959302142.
- Blüher im Herbst. Gedichte. Castrum, 2024, ISBN 978-3-9505469-2-7.

## Vertonungen
- Hörbuch „Gesang überm Quell“
- Gedicht „Luzifer“, Orplid-CD „Greifenherz“
- Gedicht „Gesang an den Horusfalken“, Orplid-CD „Greifenherz“
- Gedicht „Nimm was dir die Götter geben“, Fire + Ice-CD „Fractured Man“
- Gedicht „Schwertträger“, Halgadom-CD „Äon des Hammers“

## Dokumentation
- 1992: Zeit der Götter – Regie Lutz Dammbeck, Kamera u. a. Eberhard Geick und Thomas Plenert, Sprecher: Christian Brückner und Otto Sander. In diesem Dokumentarfilm von Lutz Dammbeck wird auch Rolf Schilling vorgestellt, der sein Gedicht „Irminsul“ vorträgt.